# سیارک ۴۱۶۸
سیارک ۴۱۶۸ (به انگلیسی: 4168 Millan، نامگذاری:1979EE) چهار هزار و صد و شصت و هشتمین سیارک کشف شده‌است که در ۶ مارس ۱۹۷۹ کشف شد.
قدر مطلق سیارک برابر ۱۳٫۸۰ است.